# ウィークリー出版情報
ウィークリー出版情報（ウィークリーしゅっぱんじょうほう）は、1982年から発行されている日本出版販売（日販）の新刊書情報誌。
日販が取引する約3500の出版社から出版された新刊図書の書誌情報が掲載される。図書館向けであり、週ごとの新刊書の情報を抄録つきで掲載する。
「月刊・週刊出版情報」が前身。